# Anabaena
Anabaena е род Цианобактерии от разред Nostocales.
Представителите на рода са клетки обединени в дълги нишки, които влизат като съставка на планктона. Притежават азотфиксиращи способности, образуват симбиотични отношения с различни видове растения, предимно папратовидни. Таксономичният род е един от четирите рода цианобактерии, които произвеждат невротоксини.